# 完顔氏
完顔 氏（かんがん し、女真音：ワンギャン し、女真文字：）は、中国の金の国姓。元は女真族完顔部の首長の家系。漢風の姓は王氏。

## 概要
その始祖は函普であり、1115年、この末裔であった完顔阿骨打が、弟の呉乞買ら一族とともに独立して、服属先である遼の重圧に反旗を翻し、金朝を建国した。
金朝の第3代皇帝熙宗（完顔合剌）の頃、熙宗が暴政を敷き、反乱分子と手を結んだ従弟の海陵王（完顔迪古乃）に殺され、さらに契丹の反乱を招く事態を招いたが、海陵王は政争により部下に殺害されて、完顔氏は混迷期を迎えた。その後、海陵王の従弟が即位し、世宗（完顔烏禄）となり、それまでの暴政を刷新、財政改革と人事の刷新を図るなど善政に努め、金朝は再び安定期を迎えた。
しかし、世宗の七男の衛紹王（完顔果繩）が即位する頃、モンゴル帝国の伸張により、金朝は国家滅亡の危機を迎えた。衛紹王は即位したものの、モンゴル帝国の服属勧告を退け、あくまでこれを滅ぼすことに執心し、かえって国を窮する事態を招き、帝位を剥奪された。
衛紹王の甥の宣宗（完顔吾睹補）が即位したが、都の中都（現在の北京）を包囲され、宗室である宰相の完顔福興の建言で哈敦公主をチンギス・カンの后に差し出した。これにより一時的な和睦は果たされたが、その後もモンゴル帝国の攻勢は続き、西夏との同盟に活路を見出そうとするも西夏が滅亡し、宣宗は失意のうちに崩御した。その子の哀宗（完顔寧甲速）の代に一度は一門の完顔陳和尚を大将とする迎撃軍によりモンゴル軍を退けるものの、この戦いの中で病死したチンギス・カンの末子のトルイの仇を討つため躍起になった兄のオゴデイ・カアンの攻勢の前に敗れてしまう。哀宗は一族の末帝（完顔呼敦）に位を譲るが、末帝もモンゴル軍に捕縛され、完顔氏は一族滅亡した。
なお、清の官僚である崇実や、溥儀の皇后婉容の従妹である王敏彤は満州八旗に属し、滅亡した完顔氏一族の末裔である。
2020年の中華人民共和国の統計では11番目に多い複姓であり、約6千人がいる。日本に帰化した中国人画家の王昭（1950年生、日本名：長白 昭）の父の完顔愛蘭（妻は宣統帝の妹の韞娯）は金の世宗の27代の末裔である。
遺伝子検査の23mofangによると、完顔氏の裔は河南省鹿邑県完顔氏のハプログループ(o1b2a1a1-mf303032)である。